# Робер Сьятка
Робер Сьятка (фр. Robert Siatka / пол. Robert Siatka; нар. 20 червня 1934, Ле-Мартіне, Франція) — французький футболіст та тренер польського походження, виступав на позиції півзахисника.

## Клубна кар'єра
Народився в містечку Ле-Мартіне, дитинствор провів у гірському селі на півдні Севенни. Напередодні старту сезону 1953/54 років 19-річний Робер перейшов з «Олімпіка» (Алес) до «Реймсу». Напередодні цього сезону команда вдруге виграла чемпіонат Франції та завоювала Латинський кубок, проте такий успіх був затьмарений смертю молодого футболіста Франсуа Меано. Проте втрата конкурента в центрі поля не надала можливості пробитися одразу до стартового складу, оскільки головний тренер випускав Сьятку в матчах Дивізіону 1 лише періодично. у 1954 році «Реймс» залишив ветеран клубу Роже Марш, а головний тренер команди Батто вбачав Робера новим основним футболістом на позиції лівого півзахисника. Наступного року молодий футболіст виграв свій перший трофей.
Наступний рік був для Сьятки не таким вдалим: він відіграв лише половину сезону, оскільки повинен був пройти військову службу, до того ж Роберу довелося конкурувати за три вакантні місця в захисті з Раймоном Чіччі, Раулем Жирадо та Сімоном Зимним (місце для «пам'ятників Реймсу» Роберу Жонке та Армана Пенверна Батто не піддавав сумніву). Проте, зрештою, Сьятка виборов одне з цих місць (в першу чергу, через травму Чіччі) й зіграв у фіналі першого розіграшу Кубку європейських чемпіонів. 13 липня 1956 року «Реймс» з рахунком 3:4 поступився мадридському «Реалу», проте для 21-річного гравця участь у цьому матчі стала одним з найбільших досягнень в кар'єрі.
У 1957 році став чемпіоном світу серед військовослужбовців в Аргентині. У сезоні 1957/58 років знову виграв національний чемпіонат та вперше в кар'єрі став володарем національного кубку. Однак у 1959 році, коли «Реймс» вдруге в історії вийшов до фіналу Кубку європейських чемпіонів, Робер отримав травму й змушений був пропустити вирішальний поєдинок. Проте він допоміг команді виграти ще два національні чемпіонати (1960 та 1962).
По завершенні сезону 1963 року Альбер Батто залишив «Реймс», а його наступник, Каміль Коттен, не бачив місця для Сьятки в команді, через що Робер зіграв лише 2 матчі в Дивізіоні 1. За підсумками сезону 1963/64 років «Реймс» вибув до Дивізіону 2, а Робер перейшов до «Нанту», в якому виступав до завершення сезону 1964/65 років. Після цього виступав за нижчолігові «Олімпік» (Авіньйон) та «Бурж».

## Кар'єра в збірній
У липні 1960 році Робер Сьятка зіграв свій єдиний матч за «триколірних» (в матчі за третє місце першого чемпіонату Європи, 0:2 проти Чехословаччини).

## Кар'єра тренера
Ще будучи гравцем допомагав тренувати «Олімпік» (Алес). Згодом очолював нижчолігові клуби «Авіньйон» (1968–1970) та «Бурж» (1970—1972 та 1973/74).

## Досягнення
- Дивізіон 1
  -  Чемпіон (5): 1954/55, 1957/58, 1959/60, 1961/62 (усі — з «Реймсом»), 1964/65 (з «Нантом»)

- Кубок Франції
  -  Володар (1): 1957/58

- Суперкубок Франції
  -  Володар (3): 1955, 1958, 1960

- Кубок Шарля Драго
  -  Володар (1): 1954

- Кубок європейських чемпіонів
  -  Володар (1): 1955/56

- Чемпіонат світу серед військовослужбовців
  -  Чемпіон (1): 1957